# Ryttarhärbre
Ett ryttarhärbre var ett fristående hus (härbre) i någon av de centrala socknarna i Jämtland, knutet till Jämtlands hästjägarkår och dess företrädare alltifrån slutet av 1600-talet. Härbrena innehöll den menige ryttarens och hästens utrustning i krig som inte var hans personliga egendom utan rusthållets. Byggnaden placerades på för brand betryggande avstånd från rusthållarens gårdshus och låstes.
Detta speciella ryttarhärbre fanns enbart vid kavalleriet i Jämtland och omfattade som mest omkring 200 härbren på 1800-talet.
Dess funktion som ryttarhärbre var i och med grundandet av Norrlands dragonregemente i Umeå 1892 i princip överspelad.

## Utrustning för ryttare nr 91 i dennes ryttarhärbre vid inventering 1774
Vapen, Carbin med krats 1 par Pistoler med krats 1 st. Wäria med stålfäste
Uniform Lif. munderingen 1749 i Stockholm nyhandlade består af:
1 st. Hatt med Camelgarnsgalon och knapp 1 st. svart yllekrepons Halsduk m. band
1 st. blå Klädeskappa med gult foder 1 st. blå Klädesväst med boysfoder och messingknappar
1 st Väst av blått kläde med messingknappar
Hemma i Landet tillskaffade:
1 livstycke, 2  halsdukar, 1 skjorta, 1 par blå ullstrumpor i stället för grå, 1  gehäng med sölja, 1 värjband av älgläder, 1 patronväska av sämskskinn, 1 par bockskinnsbyxor, 1 nattmössa av blått ullgarn, 1 par blå strumpor, 1 par lärftstrumpor, 1 par kraghandskar av älgläder, sko och knäbandsspännen, stövlar.
Hästmunderingen:
Sadel med allt dess tillbehör år 1755 i Stockholm nyhandlade.
1 hästtäcke av grått vadmal med blagarnsfoder, 1 täckjord, 1 viskduk av vadmal, 1 förtent hästskrapa, 2 säckar bulldan, 1 foderpåse, 1 sylväska med tillbehör, 1 gångar hästskor med 2 gångar söm, 1 dubbelgrimma, 1 fouragestreck 12 fot långt.

## Ryttarna och härbrenas fördelning på socknarna i Jämtland 1689 - 1826
Rödöns socken 13, Ås socken 10, Hackås socken 6, Mattmars socken 2, Häggenås socken 2, Offerdals socken 7, Kyrkås socken 3, Alsens socken 6, Aspås socken 5, Brunflo socken 11, Lits socken 15, Lockne socken 2, Marieby socken 2, Näs socken 10, Näskott socken 3, Sunne socken 3. Totalt = 100 nummer.

## Ryttarhärbren och nummer för 1:a (Livskvadronen) och 2:a (Alsensskvadron) från omkring 1852
Placerades på för brandfara betryggande avstånd från rusthållarens gårdshus.
- Alsens socken

Truvbacken, Hov nr 84/2, Kluk nr 77/2, Trång nr 67/2, Kougsta nr 78/2, Glösa nr 64/2, Kösta nr 81/2.
- Aspås socken

nr 26
- Brunflo socken

Ope nr 80/1, Optand nr 73/1, Fugelsta.
- Fors socken

- Frösö socken

Slandrom nr 11/1, Rödösundet, Namn, Genvalla.
- Hackås socken

Kårgärde, Fäste nr 43/1, Sanne nr 40/1, Hov.
- Häggenås socken

Svedje nr 1/2, Österåsen nr 2/2
- Kyrkås socken

kyrkås, Lungre nr 84/1, Bringåsen nr 83/1.
- Lits socken

Mo nr 21/2, Korstan nr 10/2, Hölje nr 24/2, Husås nr 6/2.
- Lockne socken'

Ede, Haxäng nr 1/1, Änge nr 53/1, Byn nr 52/1, Loke nr 60/1.
- Marieby socken

- Mattmars socken

Ugård nr 38, Gräfte nr 31/2.
- Näs socken

Månsta nr 37/1, Bjärme nr 31/1, Bjärme nr 32/1, Bjärme nr 33/1.
- Näskotts socken

Kingstad nr 18, Kingstad nr 51/2.
- Offerdals socken

Österulfsås, Västerulfsås, Landön, Nygård, Åflo nr 88/2, Tulleråsen, Berg, Kläppen nr 100/2
- Ragunda socken

- Rödöns socken

Hissmon nr 36/2, Säter nr 37, Utgård nr 38, Tomte nr 39, Bergom nr 40/2, By nr 41, Undrom nr 42/2, Sota nr 43, Häste nr 44/2, Häste nr 45, Vejmon nr 46, Huvulsviken nr 47, Huvulsviken nr ?, Krogsgård, Västerkälen nr 50/2, Kälen 4/2, Dvärsätt nr 99, Fannbyn nr 100/1.
- Sunne socken

Imnäs nr 25/1, Måläng nr 28/1, Hegled nr 19/1, Svedje nr 21/1 (1856), Åkeräng, Stackris nr 27, Digernäs nr 17.
- Ås socken

Kännåsen nr 86, Halåsen nr 87, Granbo nr 88/1, Dille nr 89, Sem nr 90, Hållskaven nr 91, Rösta nr 92, Rösta nr 93, Torsta nr 94, Landsom nr 95, Täng nr 96, Ösa nr 97,Ösa nr 98/1.